# Apteropanorpidae
Los apteropanórpidos (Apteropanorpidae) son una familia de insectos mecópteros sin alas que contiene un solo género (Apteropanorpa) con cuatro especies; la más conocida Apteropanorpa tasmanica vive en el musgo en Tasmania y en el sur de Australia. Los adultos son depredadores generalistas. Las larvas viven en el musgo y son locamente comunes.
A. tasmanica es probablemente un equivalente ecológico austral de la familia del hemisferio boreal Boreidae, que se adaptó a climas más fríos perdiendo las alas y alimentándose del abundante musgo del sotobosque. Ambos grupos han sido recogidos de la nieve y a gran altitud. Sin embargo, estos dos grupos son probablemente de distinto clado, ya que los machos de Apteropanorpa tasmanica han desarrollado un abdomen bulboso y recurvado que presentan familias avanzadas como Panorpidae.

## Nombre
El nombre del género deriva de Panorpidae, una familia emparentada, y del término del griego antiguo apteros ("sin alas").